# Iglesia de los Santos Abdón y Senén (Fredes)

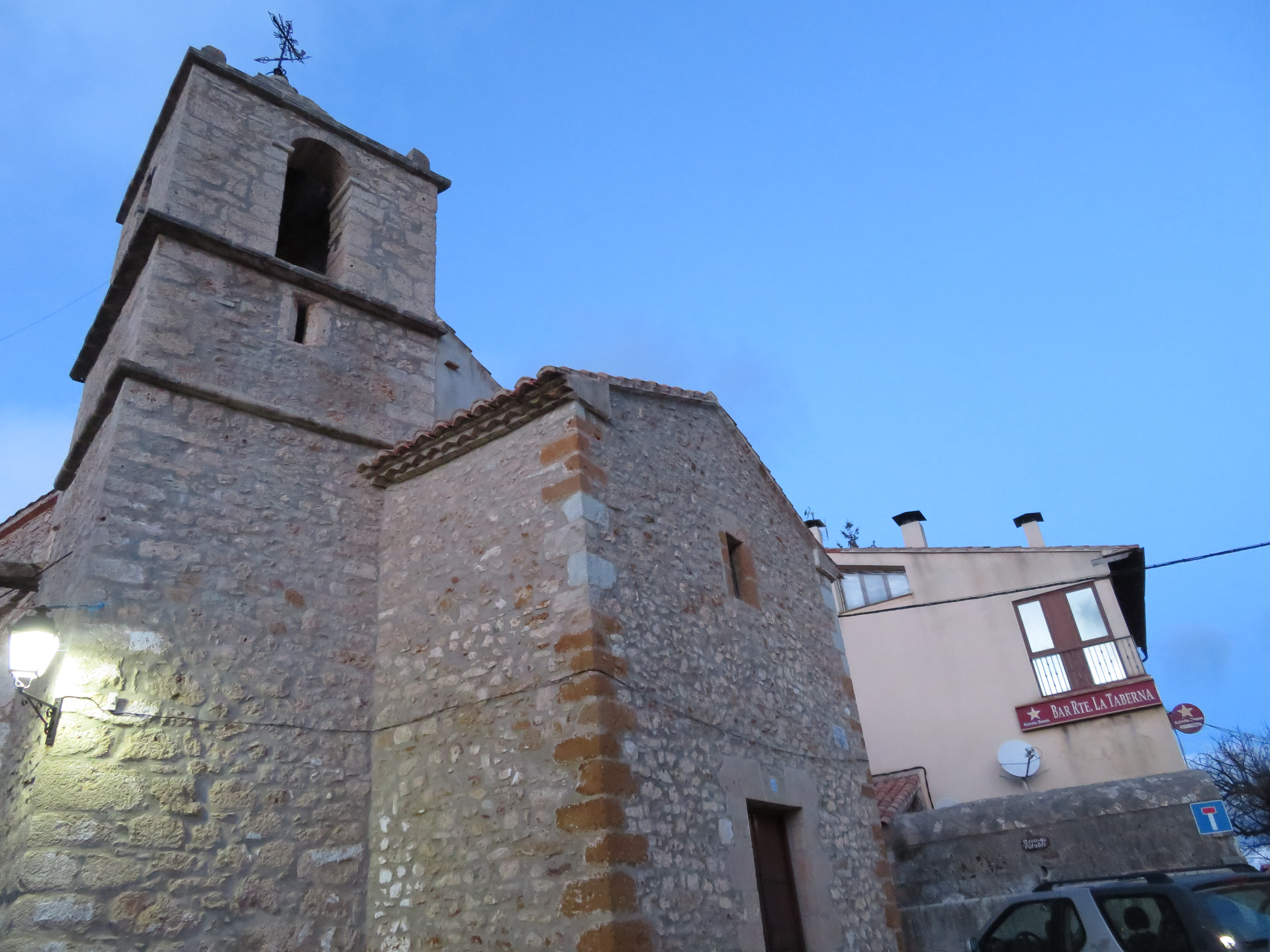
Iglesia Parroquial de los Santos Abdón y Senén de Fredes (La Pobla de Benifassá).

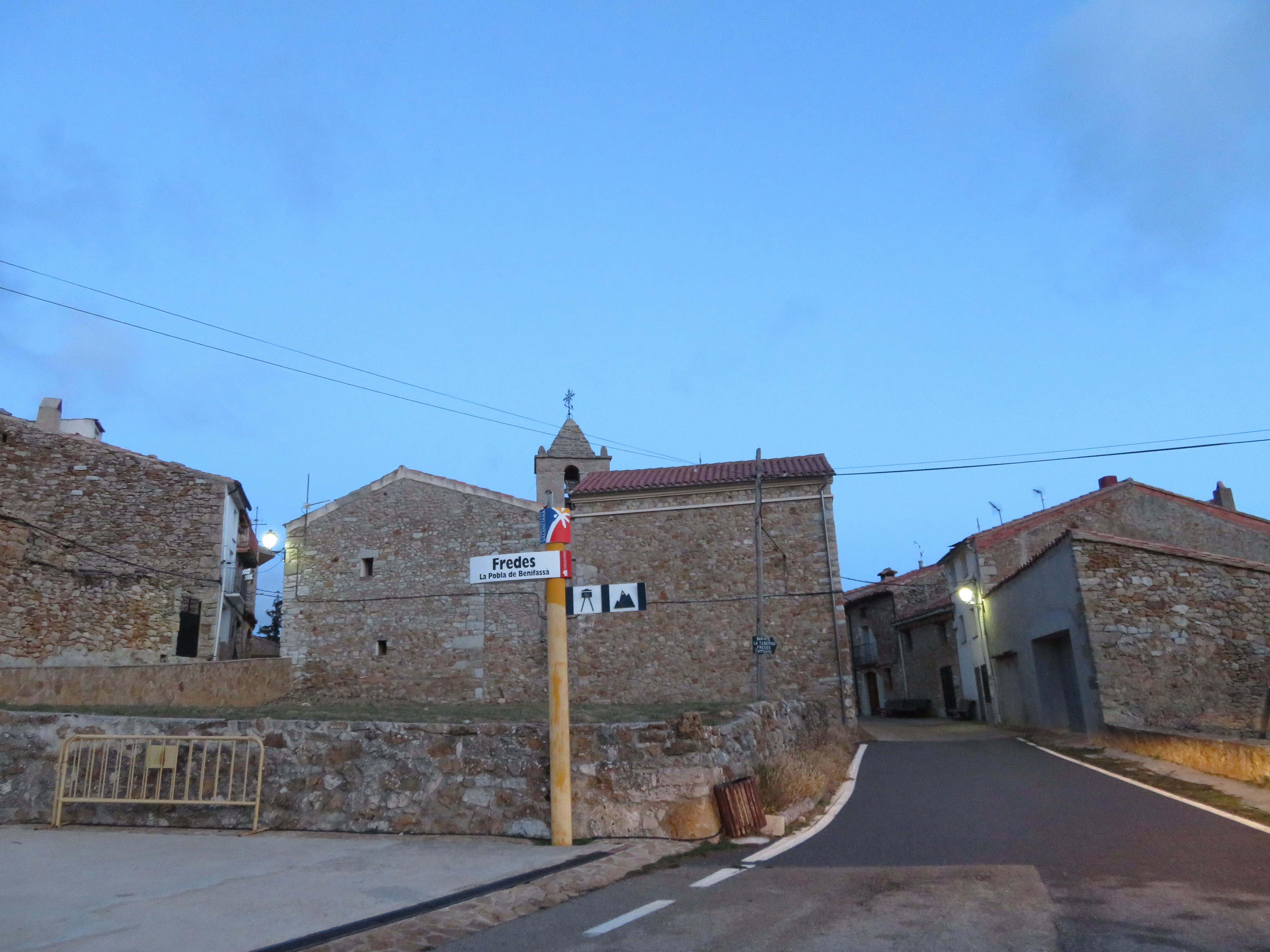
Fredes, Pobla de Benifassá.

La iglesia parroquial de los Santos Abdón y Senén de Fredes, también conocida como Iglesia de los Santos de la Piedra, es un edificio religioso católico, que se localiza pleno núcleo urbano de esta población de la comarca del Bajo Maestrazgo. Está catalogada como Bien de relevancia local, con la categoría de Monumento de interés local, y código: 12.03.093-008; de manera genérica y según la Disposición Adicional Quinta de la Ley 5/2007, de 9 de febrero, de la Generalitat, de modificación de la Ley 4/1998, de 11 de junio, del Patrimonio Cultural Valenciano (DOCV Núm. 5.449 / 13/02/2007).
Pertenece a la Diócesis de Tortosa, en concreto al arciprestazgo de Montisà-La Tinença.

## Historia
La iglesia tiene su origen en la fundación, en 1261, de un templo por parte de monjes de la Orden del Císter, que estaban en el Monasterio de Santa María, en esta ubicación con la intención de crear un nuevo núcleo poblacional, Fredes.
El templo original sufrió diversos desperfectos a lo largo de la historia, fundamentalmente por conflictos bélicos, por lo que sus muros estaban en muy mal estado. Esto llevó a la realización de un nuevo templo datado de 1725.

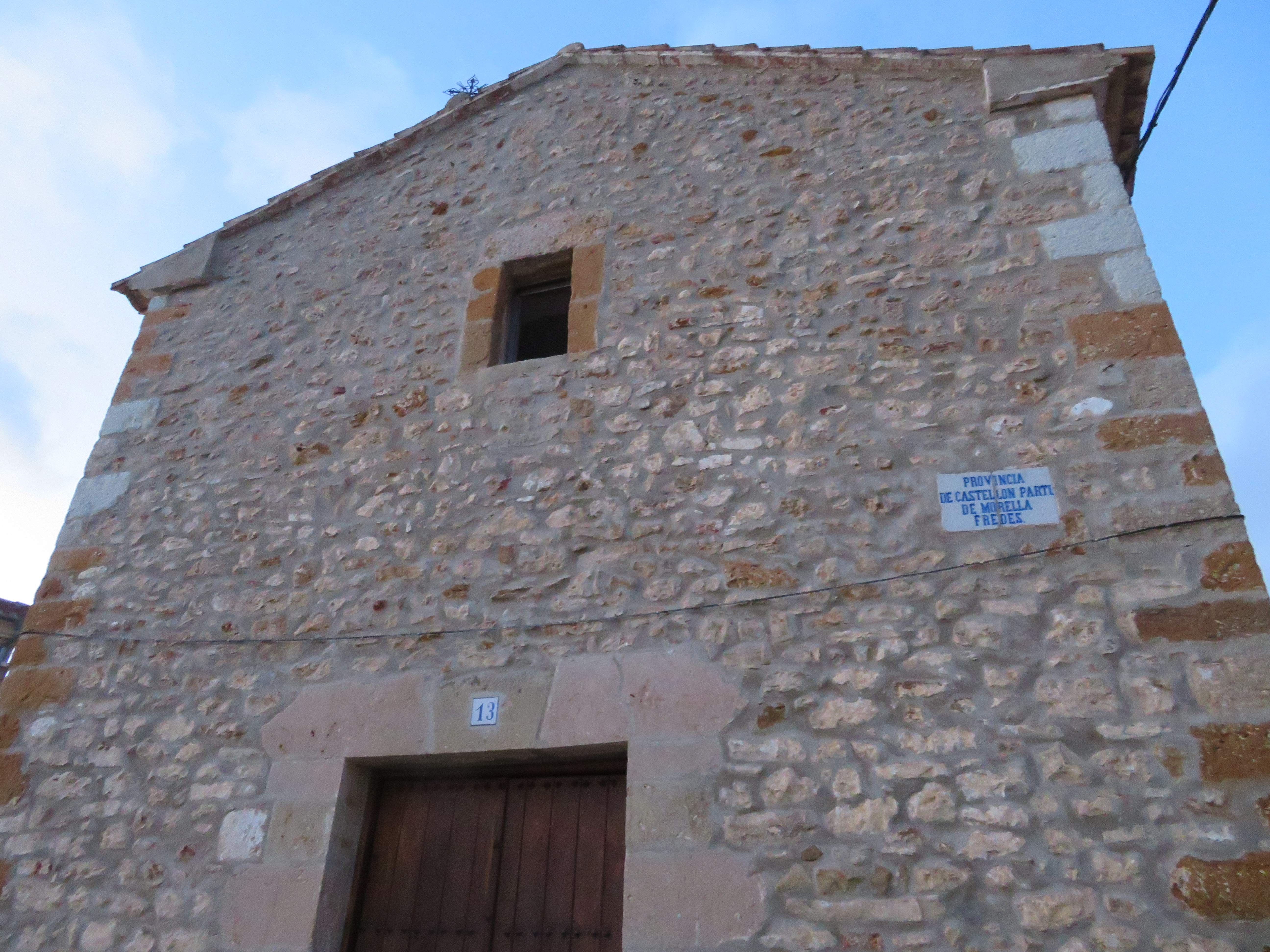
Iglesia Parroquial de los Santos Abdón y Senén de Fredes (La Pobla de Benifassá).

## Descripción
Se trata de un templo, de nave única y fábrica de mampostería, con refuerzos de sillar en las esquinas, de gran sencillez.
En su interior destaca la existencia de un coro elevado y en su exterior su torre campanario. La torre campanario es de sillar, esbelta y sencilla, con aspilleras y vanos para la campana en forma de arco de medio punto.